# Venegasia carpesioides
Venegasia carpesioides là một loài thực vật có hoa thuộc chi đơn loài Venegasia trong họ Cúc (Asteraceae). Loài này được DC. miêu tả khoa học đầu tiên.